# Диккенс, Литтл Джимми
Литтл Джимми Диккенс (англ. Little Jimmy Dickens), настоящее имя Джеймс Сесил Диккенс (англ. James Cecil Dickens; 19 декабря 1920, Болт, Западная Вирджиния — 2 января 2015, Нэшвилл, Теннесси, США) — американский кантри-певец, гитарист и шоумен. Прославился прежде всего исполнением юмористических и сатирических песен, в которых нередко обыгрывал свой небольшой рост (149 см; отсюда и кличка Литтл — маленький), а также мощным голосом, энергичным поведением на сцене и яркими нарядами. Из-за его характерной комплекции и диковинных одеяний кантри-певица Джун Картер однажды описала Диккенса как Могучую Мышь в пижаме (отсылая к известному мультперсонажу).
Самая коммерчески успешная композиция артиста — шуточная «May the Bird of Paradise Fly Up Your Nose» (1965), которая достигла вершины чарта Hot Country Songs и строчки № 15 Hot 100, а также принесла певцу единственную в его карьере номинацию на премию «Грэмми» (за лучший кантри и вестерн-сингл). Вместе с тем, обладая выразительным вибрато, Диккенс мастерски исполнял любовные и трагические кантри-баллады, однако в этом амплуа так и остался недооценён ввиду комичности своего основного репертуара и образа. В конце 1950-х годов, когда в жанре доминировал поп-ориентированный Нэшвилл-саунд, певец сохранил верность аутентичному кантри-звучанию, а иногда обращался к стилистике рокабилли.
Артист был крайне почитаемой и самой долговременной на момент смерти звездой радиопередачи Grand Ole Opry — начав выступать в программе и став её постоянным участником ещё в 1948 году, он продолжал появляться в эфире вплоть до 2014-го. В 1949-м Диккенс первым вышел на сцену этого шоу в стразовом костюме, задав стандарт облика для других кантри-певцов 1950-х, таких как Портер Вагонер, Фэрон Янг и Рэй Прайс. Вместе со своей виртуозной аккомпанирующей группой Country Boys он познакомил аудиторию Opry с электрическим басом, стал пионером гармонических соло в две гитары и первым из кантри-знаменитостей обогнул с гастролями земной шар. В 1983 году исполнитель был посвящён в Зал славы кантри.

## Биография

### Ранние годы и начало карьеры

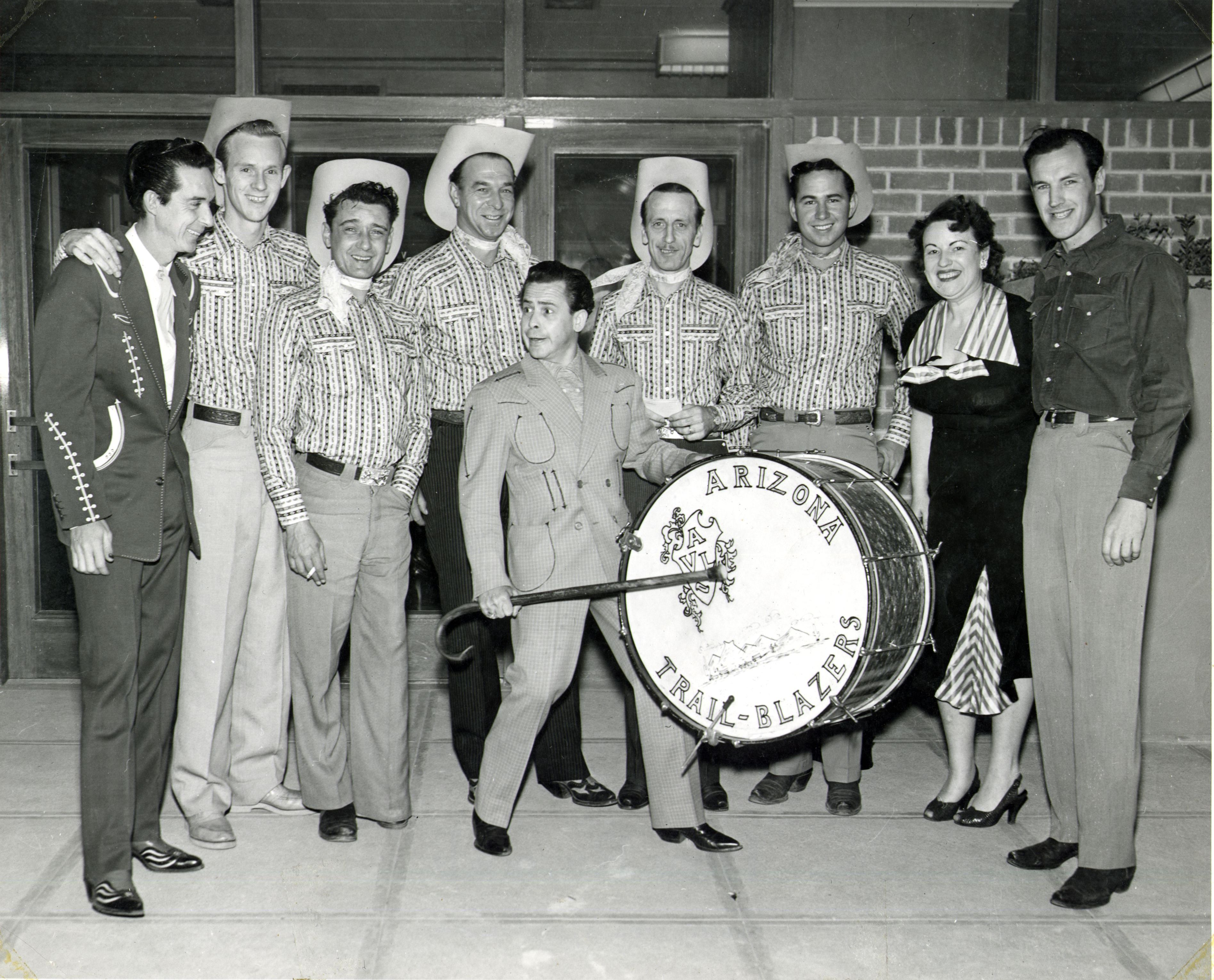
Литтл Джимми Диккенс (с барабаном) в составе группы Донна Рейнолдса, 1952 г.

Диккенс родился в городе Болт, штат Западная Вирджиния, и был 13-м ребёнком в большой фермерской семье. По достижении подросткового возраста, он уже освоил гитару и развлекал друзей песнями. Его репертуар в то время состоял из материала, который он слышал по радио — кантри, вестерна и музыки традиционных для региона Аппалачи струнных ансамблей (англ. string bands). При этом Диккенс с детства поставил себе цель стать профессиональным артистом и всячески к ней стремился. В старших классах он хорошо учился и стал заниматься актёрским мастерством, участвуя в школьных спектаклях, и даже попробовался на роль в Бродвейской постановке. По окончании школы Диккенс поступил в Университет Западной Вирджинии, однако, имея хорошие перспективы для начала музыкальной карьеры, надолго в нём не задержался.
В 17 лет он прошёл прослушивание на радио WJLS в Бекли, получив свою первую оплачиваемую занятость. Взяв сценическое прозвище Jimmy the Kid (с англ. — «Паренёк Джимми»), юноша работал там с группой Джонни Бейлза Happy Valley Boys — пел, а также открывал утреннее шоу, имитируя петушиное кукареканье. Позднее ансамбль вместе с Диккенсом переместился на другую локальную радиостанцию Западной Вирджинии — WMNN в Фэрмонте. Набравшись опыта на местном уровне, артист в середине 1940-х расширил зону своей активности, начав выступать (теперь уже сольно) на множестве радиостанций Восточного побережья и Среднего Запада, включая WKNX в Сагино; WING в Дейтоне и WLW в Цинциннати. Помимо этого, он вёл собственные радиопередачи в Индианаполисе и Топике. Между тем рост уже взрослого Диккенса составлял всего 4 фута и 11 дюймов (149,8 см), от чего и произошла его знаменитая кличка Little Jimmy (с англ. — «Маленький Джимми)».

### Первый успех и пик карьеры

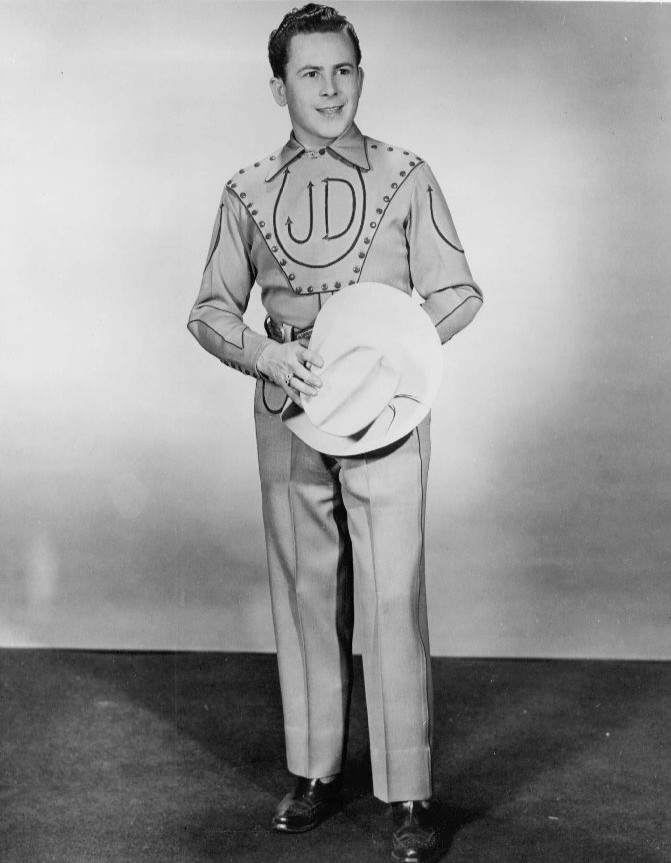
Литтл Джимми Диккенс в 1955 г.

В 1947 году Диккенса заметил Рой Экафф и был впечатлён энергетикой артиста. «Впервые я увидел Джимми Диккенса в Цинциннати, Огайо, в мюзик-холле. Предполагалось, что звездой шоу буду я, но стоило мне пригласить на сцену его, все вопросы отпали. Гвоздём программы стал он», — вспоминал Экафф. Последний обратил на молодого певца внимание руководителей радиопередачи Grand Ole Opry и лейбла Columbia Records. Спустя несколько гостевых появлений в первой, Диккенс в сентябре 1948-го получил статус её постоянного участника, а со вторым в том же месяце заключил контракт. И на том, и на другом поприще его ждал почти моментальный успех. В Opry Хэнк Уильямс дал ему кличку Tater (с англ. — «Картофелина»), отсылавшую к популярному песенному номеру Диккенса «Take an Old Cold Tater (and Wait)». Приступив к работе в программе, новоприбывший артист вскоре заполучил аккомпанирующий ансамбль Пола Говарда, назвав его Country Boys. Группа славилась высоким уровнем исполнения и включала виртуозов вроде Грэйди Мартина и Бадди Эммонса. Помимо Opry, Диккенс выступал и в различных телепрограммах — The Tonight Show, Hee Haw и The Jimmy Dean Show.
Первая рекорд-сессия певца для Columbia состоялась в 1949 году. В ходе неё он среди прочего записал «Take an Old Cold Tater (and Wait)» (данную композицию авторства Юджина Бартлетта артист открыл для себя ещё когда жил и работал в Индиане). В прочтении Диккенса она в итоге достигла Топ-10 чарта Hot Country Songs. Песня положила начало серии хитов исполнителя, стабильно выходивших в следующие несколько лет, а также череде комических и сатирических треков, сформировавших основу его репертуара. Вторым шлягером певца, пробившимся в десятку лучших кантри-синглов, был «Country Boy». Написанный Будло и Фелис Брайант, он в конечном счёте стал одним из фирменных номеров Диккенса. Помимо шуточных произведений, артист периодически выпускал и любовные баллады. К ним, например, относился его третий хит Топ-10 — «My Heart’s Bouquet». Однако в целом подобные вещи так и остались в тени юмористических работ исполнителя. В 1950 году в первую кантри-десятку вошла ещё пара его композиций: «A-Sleeping at the Foot of the Bed» и «Hillbilly Fever». Тем не менее, записав в 1954-м очередной шлягер от Брайантов («Out Behind the Barn», достигший строчки № 9 в Hot Country Songs), певец пропал из чартов, вернувшись в них лишь в 1962 году с песней «The Violet and a Rose».
Несмотря на отсутствие его свежих синглов в хит-парадах, артист продолжал активно гастролировать и появляться в эфирах Grand Ole Opry. Однако в 1957 году он покинул передачу ради туров с The Philip Morris Country Music Show (участие в программе он возобновил только в 1975-м). Тем временем не многие кантри-звёзды пережили пришествие рок-н-ролла без пересмотра тем или иным образом своего музыкального стиля. Сам Диккенс, например, в конце 1950-х представил несколько записей в жанре рокабилли (среди них «Salty Boogie», «Blackeyed Joe’s» и «I Got a Hole in My Pocket»). Когда же певца начали постепенно забывать, он в 1965 году выпустил пронзительный юмористический трек «May the Bird of Paradise Fly Up Your Nose», имевший серьёзный успех как в кантри-, так и поп-чартах. Композиция стала крупнейшим хитом в карьере исполнителя, добравшись до вершины Hot Country Songs и строчки № 15 в Hot 100. Это была нелепая, но запоминающаяся песенка о скупердяе, которого люди постоянно проклинают фразой из её названия (с англ. — «Чтоб тебе райская птица в нос залетела»). Благодаря этому номеру, отработав 13 лет в статусе кантри-хедлайнера и перешагнув 40-летний возраст, Диккенс внезапно оказался более востребованным, чем когда-либо. Впоследствии его песни вновь регулярно попадали в чарты вплоть до 1972 года. Помимо многочисленных синглов, Диккенс с конца 1940-х и до конца 1960-х выпустил на лейбле Columbia Records ряд альбомов, в частности, Little Jimmy (1957), Big Songs of Little Jimmy Dickens (1961), Behind the Barn (1962), Handle with Care (1965), свой самый популярный диск May the Bird of Paradise Fly Up Your Nose (1965) и Greatest Hits (1966). Кроме того, несколько лонгплеев певца были изданы фирмой Harmony, включая Old Country Church (1965), Best of Little Jimmy Dickens (1964), Little Jimmy Dickens (1965) и Ain’t It Fun (1967).

### Поздние годы и смерть

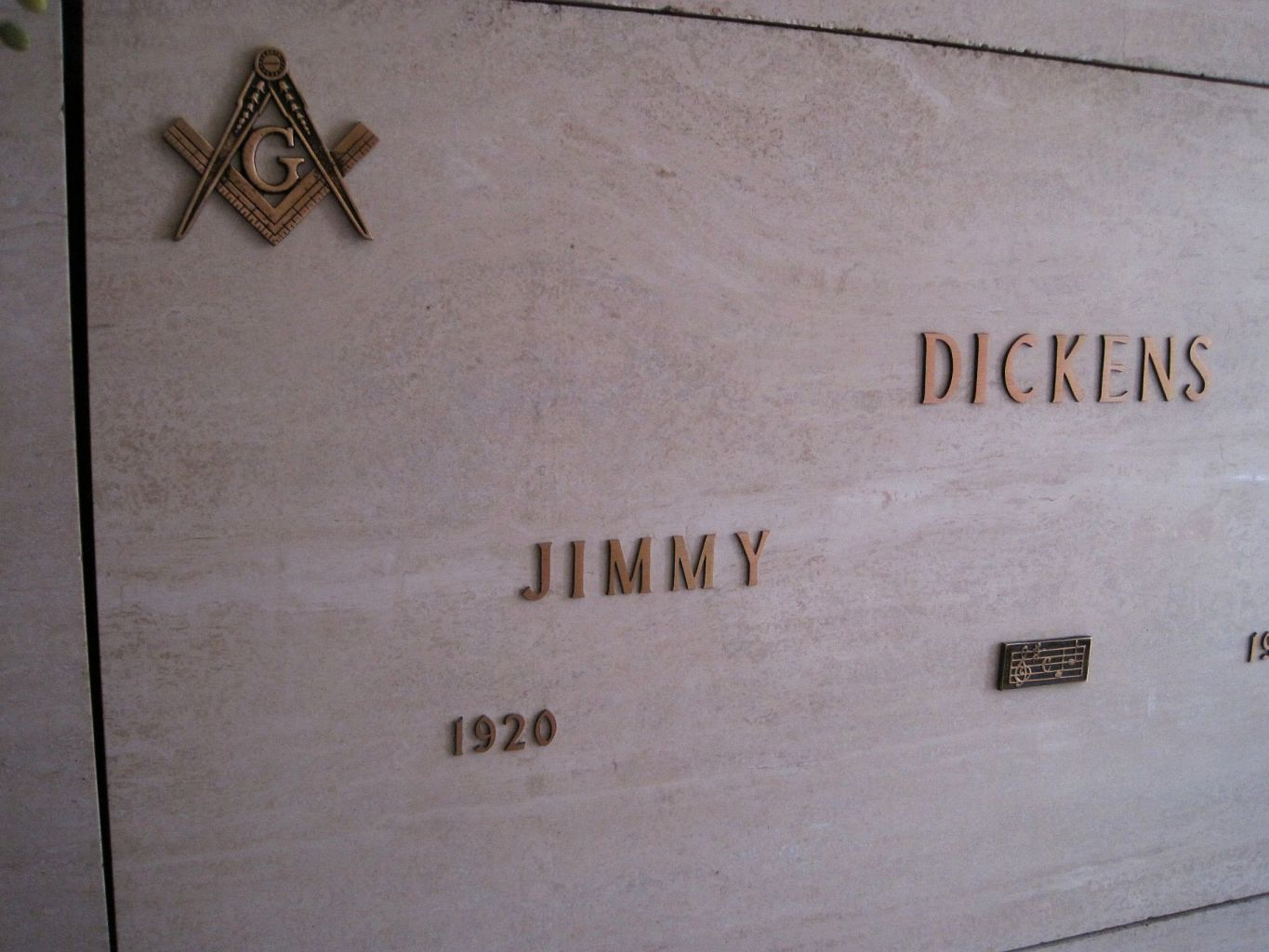
Могила Литтл Джимми Диккенса на кладбище Woodlawn Cemetery в Нэшвилле (фото сделано в 2013 г., поэтому дата смерти ещё не указана).

К концу 1960-х годов завершилось долгое сотрудничество Диккенса с лейблом Columbia Records. В 1967-м он заключил контракт с Decca, а в 1971-м перешёл под крыло United Artists. Среди его песен этого периода наибольшего успеха в кантри-чартах (строчка № 23) достиг выпущенный в 1967 году сингл «Country Music Lover», однако в кругу поклонников исполнителя дольше всех сохраняла популярность сентиментальная декламация «Raggedy Ann». Бум прогрессивного кантри и кантри-рока в 1970-е несколько сузил аудиторию традиционных кантри-артистов вроде Диккенса, но певец тем не менее сумел оставить за собой значительную фан-базу во многих регионах США, а также за границей. Войдя в 1970-х в плотный гастрольный график, Диккенс и два десятилетия спустя по-прежнему проводил в турне 150—200 дней ежегодно, попутно продолжая выступать в Grand Ole Opry. В 1983-м артист за свои вклад в жанр был посвящён в Зал славы кантри.
С 1970-х и до середины 1990-х годов записи певца в основном издавались различными мелкими лейблами. Так, в конце 1970-х его альбом Music to Park By вышел на Power, а The Best of the Best of Little Jimmy Dickens — на Gusto. В 1994-м песня Диккенса «Salty Boogie» вошла в коллекцию Hillbilly Boogie, выпущенную Columbia в рамках серии «Country Classics», а в следующем году через каталог Зала славы и музея кантри можно было заказать диск Little Jimmy Dickens/Best of Country от NCD. Кроме того, несколько старых концертных выступлений артиста попали в видеосборник Grand Ole Opry Stars of the Fifties (части 2, 4, 10 и 11). В ноябре 1995 года Диккенс также участвовал в съёмке программы к 70-летию Opry. Передачу показали по CBS в январе 1996-го, а в мае он появился на том же канале в трибьюте покойной Минни Пёрл — в одной обойме с Марти Стюартом, Пэм Тиллис, Тришей Йервуд, Вайнонной, Барбарой Мандрелл, Lonestar, Винсом Гиллом и Четом Аткинсом.
Прекрасный шоумен, Диккенс являлся давним любимцем публики в Grand Ole Opry. В поздние годы его появления в шоу носили прежде всего ностальгический характер, поддерживая связь современного кантри с историей жанра. C лихвой преодолев возраст, когда многие уходят на пенсию, артист оставался полон сил и работал в передаче как исполнителем, так и ведущим. Несмотря на долгую карьеру и плеяду хитов, певец был вполне доволен ролью весёлого и добродушного напоминания о красочном прошлом программы, отсылая своими пёстрыми нарядами и сельским говором к её наиболее прославленной эпохе 1940-х, когда радио правило безраздельно, а каждый артист проявлял яркую индивидуальность. Тем не менее Диккенс дружил со многими молодыми участниками шоу. Он принимал в члены Opry группы Diamond Rio и Little Big Town, а в 2003 году забрался на стремянку, когда очередь дошла до 198-сантиметрового Трейси Эдкинса. Особенно Диккенс ладил с Брэдом Пейсли, часто приглашавшим пожилого певца сыграть камео в своих видеоклипах, например, в «I’m Gonna Miss Her» (The Fishin' Song) и «Celebrity».
Помимо появлений в эфирах Opry и клипах, последние годы жизни Диккенс славился своими сатирическими номерами на церемонии CMA Awards. Так, в 2009-м он прервал речь Пейсли и отстранил его от микрофона, отсылая к аналогичному случаю, произошедшему ранее между Тэйлор Свифт и Канье Уэстом в ходе MTV Video Music Awards 2009; в 2011-м артист вышел на сцену в образе Литтл Джастина Бибера, пародируя скандально известного подростка-поп-звезду, а на следующий год перевоплотился в акушера-генеколога, обыгрывая беременность и предстоящие роды солистки Sugarland Дженнифер Неттлз. Однако на Рождество 2014-го Диккенс был госпитализирован с инсультом и 2 января 2015-го скончался от остановки сердца в возрасте 94 лет. Церемония прощания с артистом прошла в здании Grand Ole Opry House. Кроме Пейсли, почести ему отдали Винс Гилл, Кэрри Андервуд, Крис Янг и другие исполнители. На момент своей кончины Диккенс являлся самым давним участником Opry: его первое выступление в передаче состоялось в далёком 1948 году, а последнее — за несколько дней до смерти, 20 декабря 2014-го.

## Стиль и значение

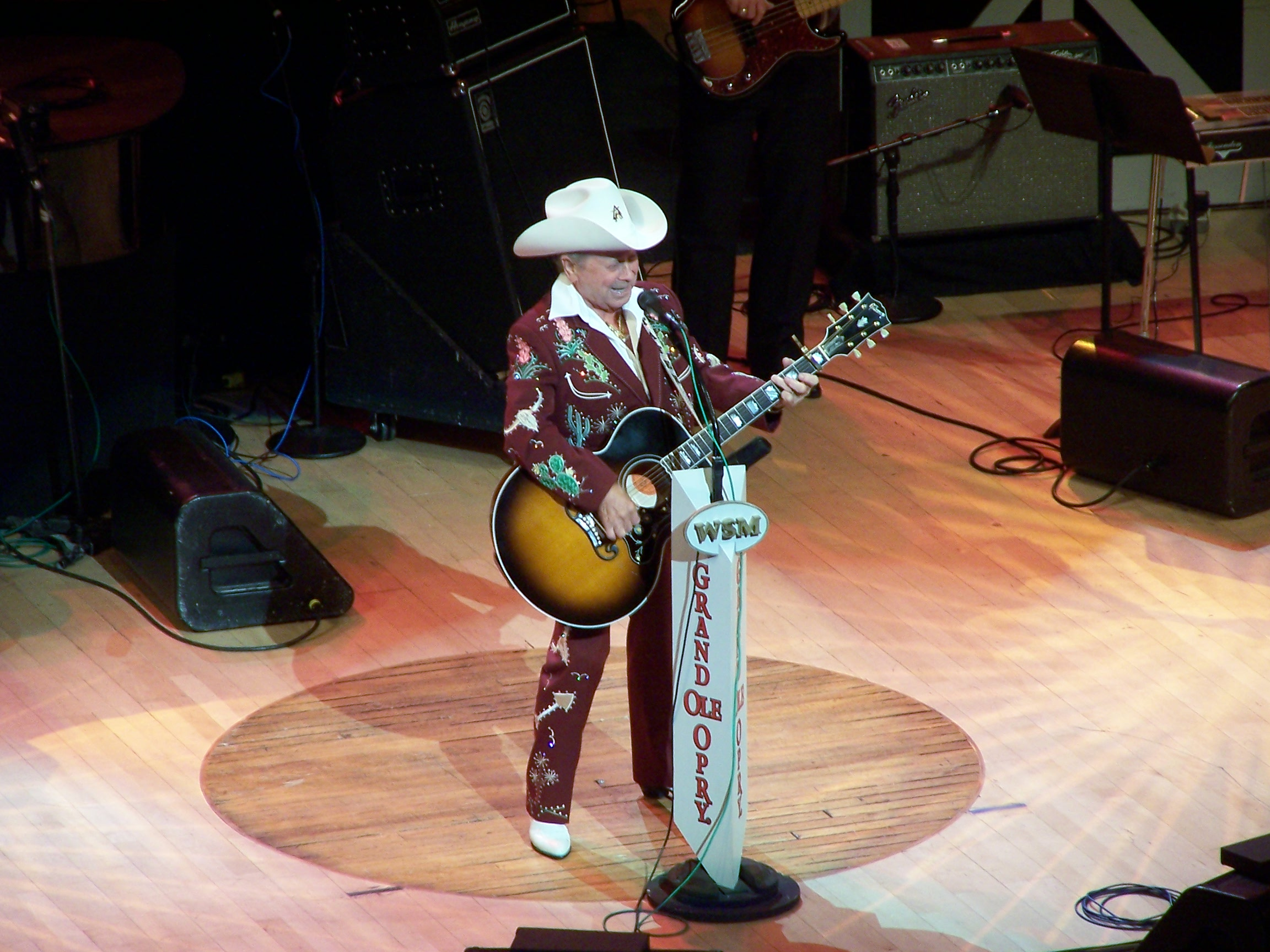
Джимми Диккенс выступает в Grand Ole Opry в своём фирменном стразовом костюме, 2004 г.

Диккенс прославился миниатюрным телосложением, стразовыми нарядами и комедийными хитами, включая поп-кроссовер «May the Bird of Paradise Fly Up Your Nose». Однако «маленьким» он был лишь физически — его энергия и вокал год за годом воодушевляли публику, сделав артиста любимым на десятилетия. Несмотря на свои шуточки и образ бойкого коротышки, он являлся трудолюбивым и глубоко преданным делу музыкантом. Сам не отличаясь плодовитостью как сочинитель, Диккенс подбирал материал других авторов, перекликавшийся с его комплекцией и хиллбилли-происхождением. В итоге песни вроде «A-Sleepin’ at the Foot of the Bed» и «Take an Old Cold Tater (and Wait)» с одной стороны были призваны веселить публику, но с другой — рассказывали о суровых реалиях детства, проведённого в большой и бедной сельской семье.
Как отмечает кантри-музыковед Билл Малоун, в действительности Диккенс крайне убедительно исполнял любые песни. И хотя он знаменит комическим работами, его мастерство в части более серьёзного материала не следует недооценивать. Так, согласно эксперту, голос Диккенса обладал огромной эмоциональной силой (что свойственно многим вокалистам из Западной Вирджинии), и вероятно, самым выразительным вибрато в музыке кантри. Никто, по оценке Малоуна, не исполнял любовные песни и хонки-тонковые виперы лучше, чем Диккенс, и проникновенная энергетика артиста в песнях вроде «Take Me As I Am», «We Could» или «Just When I Needed You» сделала его крайне почитаемым среди коллег-современников, равно как способствовала популярности треков певца в музыкальных автоматах по всей стране.
Группа Диккенса Сountry Boys являлась пионером гармонических соло, исполнявшихся в две гитары, и включала таких виртуозов как Ар Эм «Джаббо» Эррингтон, Грэйди Мартин, Джимми «Спайдер» Уилсон, Говард Ротон, Тамбс Карлайл, Бадди Эммонс и Боб Мур. Как отмечает историк музыки кантри Роберт Оерманн, Диккенс также общепризнан как артист, познакомивший аудиторию Grand Ole Opry с электрическим басом, и стал первой кантри-звездой, обогнувшей с гастролями земной шар. Вместе с тем, после возникновения гламурного Нэшвилл-саунда, Диккенс и его ансамбль сохранили верность традиционным кантри-аранжировкам. Несмотря на существенное давление в пользу перехода к более мейнстримовой музыке, энергичный аккомпанемент и аутентичное кантри-звучание на записях певца служили альтернативой девчачьим хорами и сентиментальным струнными оркестровками, наводнившим тогда нэшвиллские записи. В противовес подобным трендам, многие работы Диккенса того периода несли энергетику, свойственную скорее лучшим образцам музыки рокабилли.
В 1949 году Диккенс первым выступил в Opry в пёстром ковбойском наряде. Вслед за ним сверкать стразами и аппликациями с орнаментами начали почти все тамошние классики кантри-моды 1950-х, включая Фэрона Янга, Уэбба Пирса, Карла Смита, Портера Вагонера и Рэя Прайса. «Я всегда говорил, что гардероб — это 50 % успеха артиста. Когда у тебя есть стильный стразовый костюм, ты выходишь на сцену и люди говорят „Вау!“», — объяснял однажды Диккенс, стоя за кулисами Ryman Auditorium в сверкающем голубом одеянии, богато отделанном пайетками, стразами и замысловатой вышивкой. У певца также был фирменный наряд, созданный по мотивам его главного хита, «May the Bird of Paradise Fly up Your Nose» — красного как пожарная машина цвета, усыпанный стразами и украшенный цветастым изображением птицы с распахнутыми крыльями на спине, в сочетании с белыми сапогами, белой рубашкой и белой же «десятигаллонной» шляпой. Из-за таких диковинных одеяний и характерной комплекции, Джун Картер однажды описала Диккенса как Могучую Мышь в пижаме (англ. Mighty Mouse in pajamas).

## Личная жизнь
Первой супругой Диккенса была Конни Чапман. Их брак распался в 1955 году. Позднее в том же году артист женился на Эрнестин Джонс и в 1956-м они удочерили ребёнка — Памелу Джен, но в 1968 году Эрнестин погибла в автокатастрофе. В 1971-м шоумен женился в третий раз — на Моне Эванс. Последняя являлась активной участницей фан-клуба певца и ещё со времён, когда училась в старшей школе, мечтала выйти за Диккенса замуж (лично познакомиться с любимым артистом ей удалось в 1959 году, в 15 лет). В 1996-м к 25-летию своего брака Диккенс и Мона провели церемонию обновления супружеской клятвы на сцене Grand Ole Opry. Их союз в итоге продлился до самой смерти певца. У Диккенса также осталась ещё одна дочь — Лиза Кинг.

## Известные цитаты
Комедийные номера и анекдоты были неотъемлемой частью выступлений Диккенса в Grand Ole Opry. Сам он говорил, что комедийным таймингом (то есть способностью грамотно выдерживать ритм, темп и паузы в процессе чтения юмористических произведений) обязан урокам от «Королевы кантри-комедии» — Минни Пёрл. Ниже в оригинале приведены 10 известных фраз Диккенса, которые обычно служили кульминациями (англ. punch lines) его шуточных номеров:
- «Lord, have mercy, John. There goes Mighty Mouse in his pajamas!»
- «I cannot do both»
- «Daddy’s name was Ferdinand, Mommy’s name was Lizer, so they named him Fertilizer»
- «Shake hands, old man, I married your sister!»
- «You’d better run, idiot, we’re brothers!»
- «Rose! What’s the name of that medicine I’m takin’?!»
- «No, but if you’ll go up to the front desk and ask the nurse she’ll tell you who you are»
- «That all depends. The lady that lives here lets me sleep with her»
- «Get it over with, Shorty. I’m the janitor and I’d like to go home»
- «Now I know what I did with my hearing aid!»

## Награды и признание
| Год  | Награда/почесть                                    | Присуждающая организация                            | Номинант                                                                              | Итог      | Прим.  |
| ---- | -------------------------------------------------- | --------------------------------------------------- | ------------------------------------------------------------------------------------- | --------- | ------ |
| 1948 | Членство в Grand Ole Opry                          | Grand Ole Opry                                      | Литтл Джимми Диккенс                                                                  | Победа    | [ 30 ] |
| 1966 | Премия «Грэмми» — «Лучший кантри и вестерн-сингл»  | Национальная академия искусства и науки звукозаписи | «May the Bird of Paradise Fly Up Your Nose»                                           | Номинация | [ 31 ] |
| 1983 | Посвящение в Зал славы кантри                      | Country Music Association                           | Литтл Джимми Диккенс                                                                  | Победа    | [ 32 ] |
| 1989 | Golden ROPE Award                                  | Reunion of Professional Entertainers                | Литтл Джимми Диккенс                                                                  | Победа    | [ 28 ] |
| 2004 | CMT Flame Worthy Video Music Awards — «Камео года» | Country Music Television                            | Литтл Джимми Диккенс и ещё четыре артиста (за камео в клипе Брэда Пейсли «Celebrity») | Победа    | [ 33 ] |
| 2005 | Cliffie Stone Pioneer Award                        | Academy of Country Music                            | Литтл Джимми Диккенс                                                                  | Победа    | [ 34 ] |
| 2007 | Посвящение в West Virginia Music Hall of Fame      | West Virginia Music Hall of Fame                    | Литтл Джимми Диккенс                                                                  | Победа    | [ 35 ] |
| 2010 | Звезда на Music City Walk of Fame                  | Nashville Convention & Visitors Corp Foundation     | Литтл Джимми Диккенс                                                                  | Победа    | [ 36 ] |

В 2017 году в память об артисте у входа в здание Ryman Auditorium (с 1943 по 1974 год основная, а с 1999-го — дополнительная концертная площадка для проведения шоу Grand Ole Opry), установлена бронзовая статуя улыбающегося Диккенса в натуральный рост (покрывало с неё в ходе торжественной церемонии открытия сняли Брэд Пейсли и вдова певца, Мона Диккенс). Позднее в том же году вышел записанный по инициативе West Virginia Music Hall of Fame трибьют Диккенсу — 16-трековый альбом The Rhinestone Hillbilly. На диске композиции из репертуара певца исполнили посвящённые в упомянутый зал славы артисты — земляки Диккенса из Западной Вирджинии — Билли Уизерс, Конни Смит, Энн Магнусон, Кэтти Маттеа и другие.

## Избранная дискография

### Альбомы
| Columbia - Old Country Church (1954) - Raisin' the Dickens (1957) - Little Jimmy Dickens (1957) [EP] - Big Songs of Little Jimmy Dickens (1961) - Behind the Barn (1962) - Handle with Care (1965) - May the Bird of Paradise Fly Up Your Nose (1965) - Big Man in Country Music (1968) | Harmony - Old Country Church (aka Alone with God) (1965) - Little Jimmy Dickens (1965) - Ain 't It Fun? (1967) Decca - Comes Callin' (1968) - Little Jimmy Dickens Sings (1968) |

### Сборники
- Best of Little Jimmy Dickens (1964, Harmony)
- The Best of the Best of Little Jimmy Dickens (1965; Gusto)
- Greatest Hits (1966; Columbia)
- Little Jimmy Dickens, 1949-60 (1984; Columbia Historic Editions)
- Straight from the Heart, 1949-55 (1985; Rounder)
- I’m Little But I’m Loud (1996; Razor & Tie)
- Out Behind the Barn (1997; Bear Family) [4 CD]
- Country Boy (1997; Bear Family) [4 CD]
- Four Classic Albums Plus Singles 1954—1962 (2015; Real Gone) [4 CD]
- Singles Collection 1949-62 (2018; Acrobat) [2 CD]

### Хит-синглы вBillboard
| Год  | Песня                                       | Высшая позиция | Высшая позиция | Альбом                                                  |
| Год  | Песня                                       | США Кантри     | США Поп        | Альбом                                                  |
| ---- | ------------------------------------------- | -------------- | -------------- | ------------------------------------------------------- |
| 1949 | «Take an Old Cold 'Tater (and Wait)»        | 7              | —              | Raisin' the Dickens                                     |
| 1949 | «Pennies For Papa»                          | 12             | —              | сторона «Б» сингла «Take an Old Cold 'Tater (and Wait)» |
| 1949 | «Country Boy»                               | 7              | —              | Raisin' the Dickens                                     |
| 1949 | «My Heart’s Bouquet»                        | 10             | —              | Big Songs by Little Jimmy Dickens                       |
| 1950 | «A-Sleeping at the Foot of the Bed»         | 6              | —              | Raisin' the Dickens                                     |
| 1950 | «Hillbilly Fever»                           | 3              | —              | —                                                       |
| 1954 | «Out Behind the Barn»                       | 9              | —              | Raisin' the Dickens                                     |
| 1962 | «The Violet and the Rose»                   | 10             | —              | Out Behind the Barn                                     |
| 1963 | «Another Bridge to Burn»                    | 28             | —              | Handle with Care'                                       |
| 1965 | «He Stands Real Tall»                       | 21             | —              | Handle with Care'                                       |
| 1965 | «May the Bird of Paradise Fly Up Your Nose» | 1              | 15             | May the Bird of Paradise Fly Up Your Nose               |
| 1966 | «When the Ship Hit the Sand»                | 27             | 103            | Greatest Hits                                           |
| 1966 | «Who Licked the Red Off Your Candy»         | 41             | —              | Big Man in Country Music                                |
| 1967 | «Country Music Lover»                       | 23             | —              | Big Man in Country Music                                |
| 1968 | «How to Catch an African Skeeter Alive»     | 69             | —              | Little Jimmy Dickens Comes Callin'                      |
| 1969 | «When You’re Seventeen»                     | 55             | —              | Greatest Hits                                           |
| 1970 | «(You’ve Been Quite a Doll) Raggedy Ann»    | 75             | —              | —                                                       |
| 1971 | «Everyday Family Man»                       | 70             | —              | —                                                       |
| 1972 | «Try It, You’ll Like It»                    | 61             | —              | —                                                       |

## Полезные ссылки
- Профиль Диккенса на сайте Зала славы и музея кантри (биография, фото, аудио и видео)
- Little Jimmy Dickens Over the Years (фотогалерея с комментариями на сайте газеты The Tennessean)

## Комментарии
1. ↑  Heart song (с англ. — «любовная песня») — грустные или радостные кантри-песни, обычно в медленном или среднем темпе, содержащие признание в «вечной любви». Такие композиции не ограничиваются каким-то одним стилем кантри и существуют в хонки-тонке, вестерн-свинге, Нэшвилл-саунде и музыке кантри Юго-Востока США. Берут истоки в различных сентиментальных песнях, которые можно встретить среди Баллад Чайлда, в Tin Pan Alley и блюзе. Стали выделяться особняком в 1940— 1950-е годы. Среди таких песен — «I Love You Because», «Let Me Talk To You», «I Can’t Help It (If I’m Still in Love with You)», «Faded Love», «Letters Have No Arms», «I Saw My Castles Fall Today»[17]
2. ↑  Weeper (с англ. — «плакальщик») — кантри-песня, которая передаёт очень сильные чувства, обычно связанные с несчастной любовью, смертью или предательством. Среди типичных тем — брошенные дети, умершие матери, обманутые возлюбленные, крушения поездов, аварии на угольных шахтах, потопы и пожары. Изначально отражали тяжёлую жизнь сельского Юга США, породившую запрос кантри-аудитории на грустные и трагические композиции. Среди классических виперов — «The Wreck of the Old 97», «The Sweetest Gift (A Mother’s Smile)», «Your Cheatin’ Heart», «She’s More to Be Pitied Than Censured», «It Wasn’t God Who Made Honky Tonk Angels». С 1960-х годов исполнение виперов было свойственно преимущественно женщинам (типичный пример — «D-I-V-O-R-C-E»). В тех или иных формах и более сдержанном стиле поются по сей день[18]
3. ↑  Mighty Mouse (с англ. — «Могучая Мышь») — челокоподобный мультипликационный супергерой-мышь, созданный американской анимационной студией Terrytoons. Персонаж возник из идеи скрестить Микки Мауса и Супермена. Напевая в оперном стиле фразу «Here I Come to Save the Day», герой обычно спасал свою возлюбленную по имени Pearl Pureheart и других грызунов от когтей хитрого кота, по прозвищу Oil Can Harry. Дебютировав на киноэкранах в анимационной короткометражке «The Mouse of Tomorrow» в 1942 году (сперва под именем Super Mouse), персонаж остался популярным на десятилетия, появляясь как в новых мультфильмах, так и в комиксах[23]. Прозвище в честь этого героя (Могучая Мышь в пижаме), которое Диккенсу дала Джун Картер, артист впоследствии охотно использовал для самоиронии[24].
4. ↑  Джейсон Александер, Джим Белуши, Триста Рен и Уильям Шетнер.